# Vojtěch Vanický
Vojtěch Vanický (15. listopadu 1898 v Horní Sloupnici – 31. srpna 1983 ve Vysokém Mýtě) byl český stavitel a architekt, žák Jana Kotěry a Josefa Gočára.

## Život
Studoval na Vyšší průmyslové škole v Brně a Akademii výtvarných umění v Praze (1922–1925, profesoři Jan Kotěra a Josef Gočár).
Člen Sdružení architektů (od roku 1925) a Asociace akademických architektů (od roku 1928),
člen redakční rady časopisu Stavitel. Projekty a texty publikoval v časopisech Stavitel, Styl, Stavitelské listy aj. V letech 1925–1930 pracoval v Gočárově ateliéru, potom vyučoval na průmyslových školách v Plzni, Děčíně a Hradci Králové.
Sám uspěl v několika soutěžích a realizoval řadu návrhů, převážně mimopražských. Zprvu jeho tvorbu ovlivňovala nová holandská architektura, postupně přešel k funkcionalismu.

## Výběr z realizací
- menšinová škola v Moravské Třebové (1925; Svitavská ulice 44)
- sokolovna ve Sloupnici (1926; Dolní Sloupnice 133)
- státní bytové domy v Moravské Třebové (1927; Svitavská ulice 46 a 48)
- kolonie řadových domků v České Třebové (1928; Rösslerova ulice 1408 - 1414)
- chlapecká škola v České Třebové (1929; Habrmanova ulice 1500) -- nyní ZŠ Habrmanova
- městský bytový dům v České Třebové (1929; Masarykova ulice 1400) -- nyní DPS
- obchodní dům družstva Vzájemnost v Ústí nad Orlicí (1933; ulice 17. listopadu 92)
- Polákův nájemní dům s ordinací v Brně-Židenicích (1934; Karáskovo náměstí 2683/11).

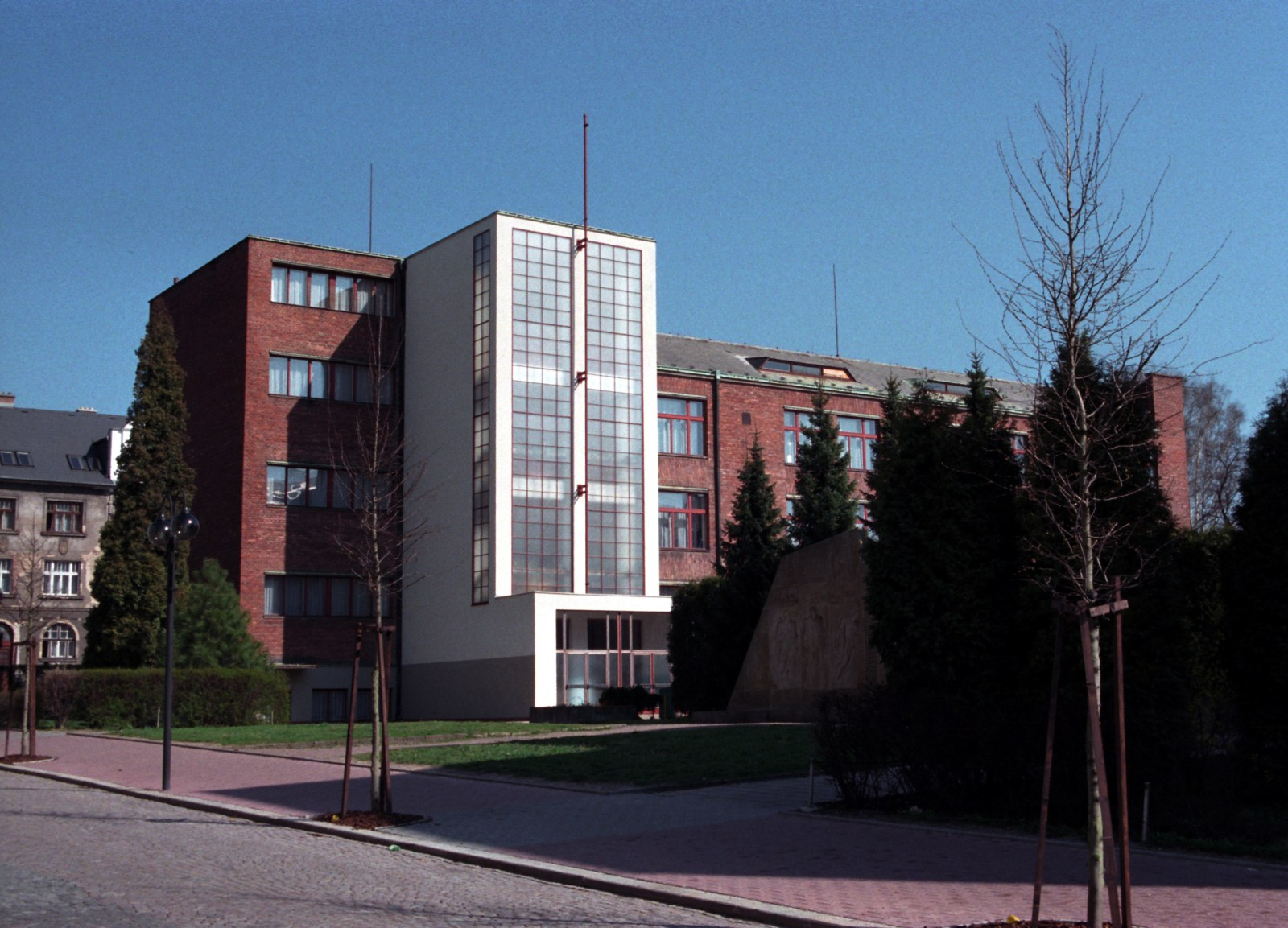
Budova ZŠ Habrmanova v České Třebové
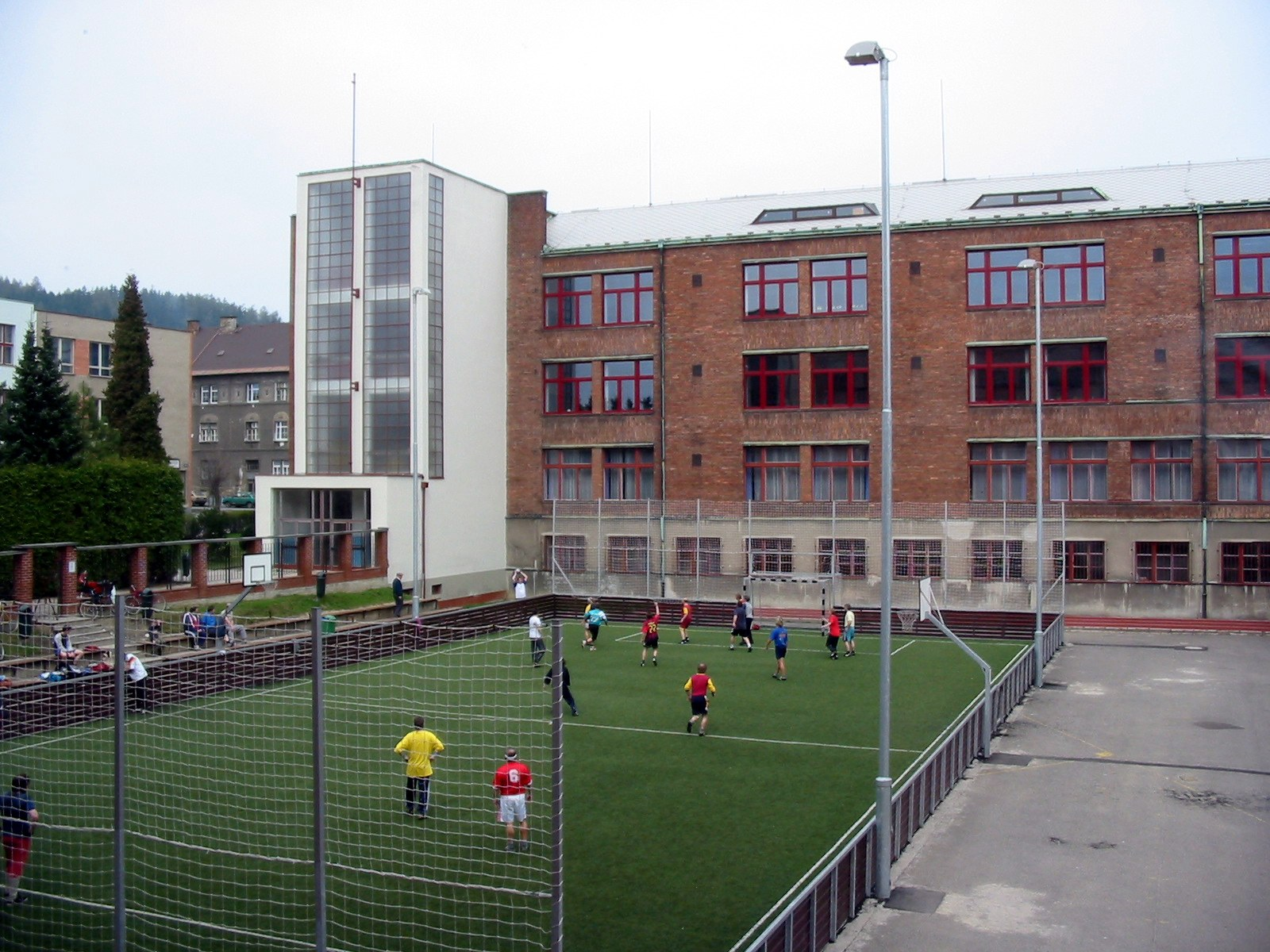
Budova ZŠ Habrmanova v České Třebové
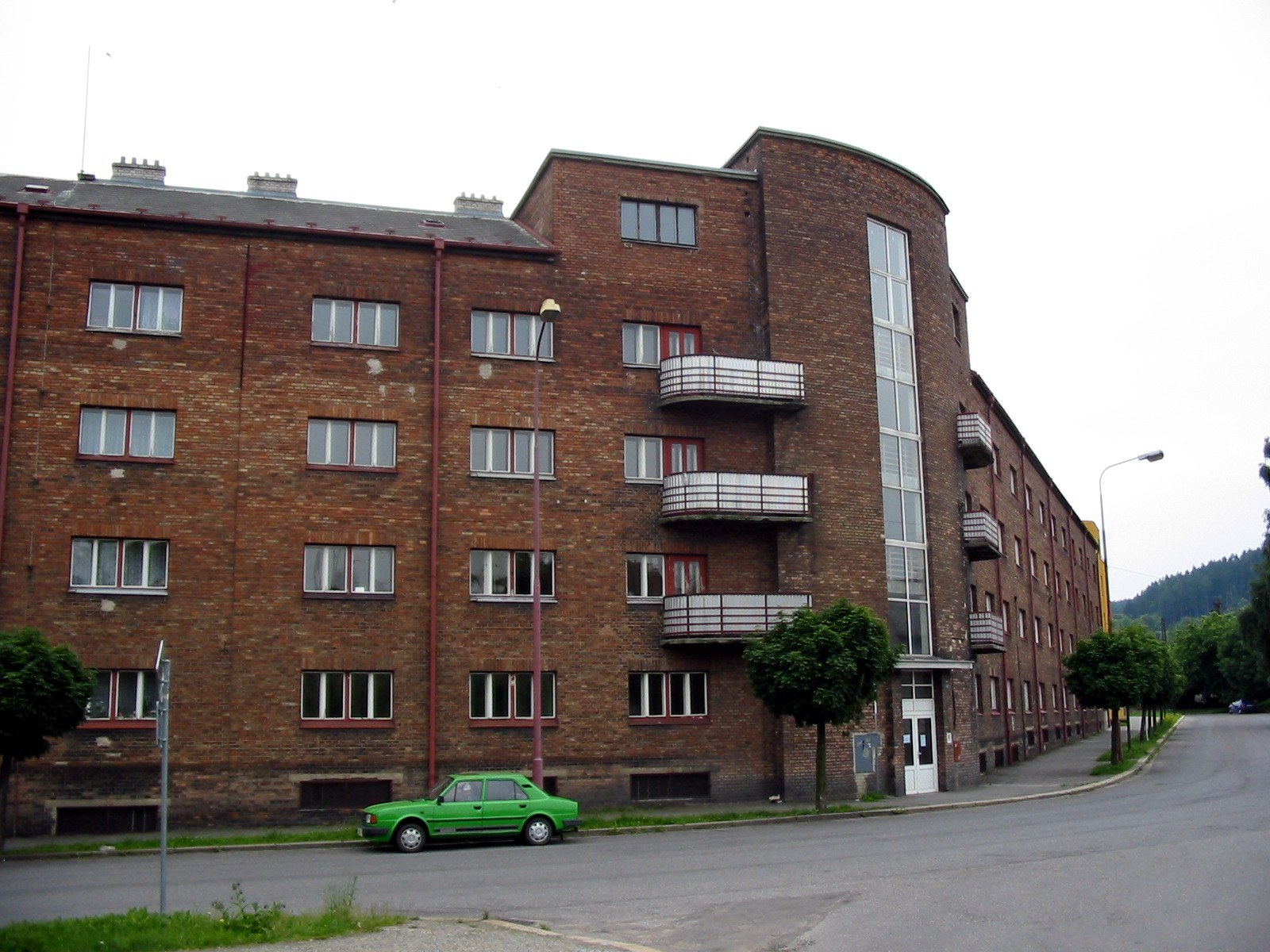
Dům s pečovatelskou službou v České Třebové
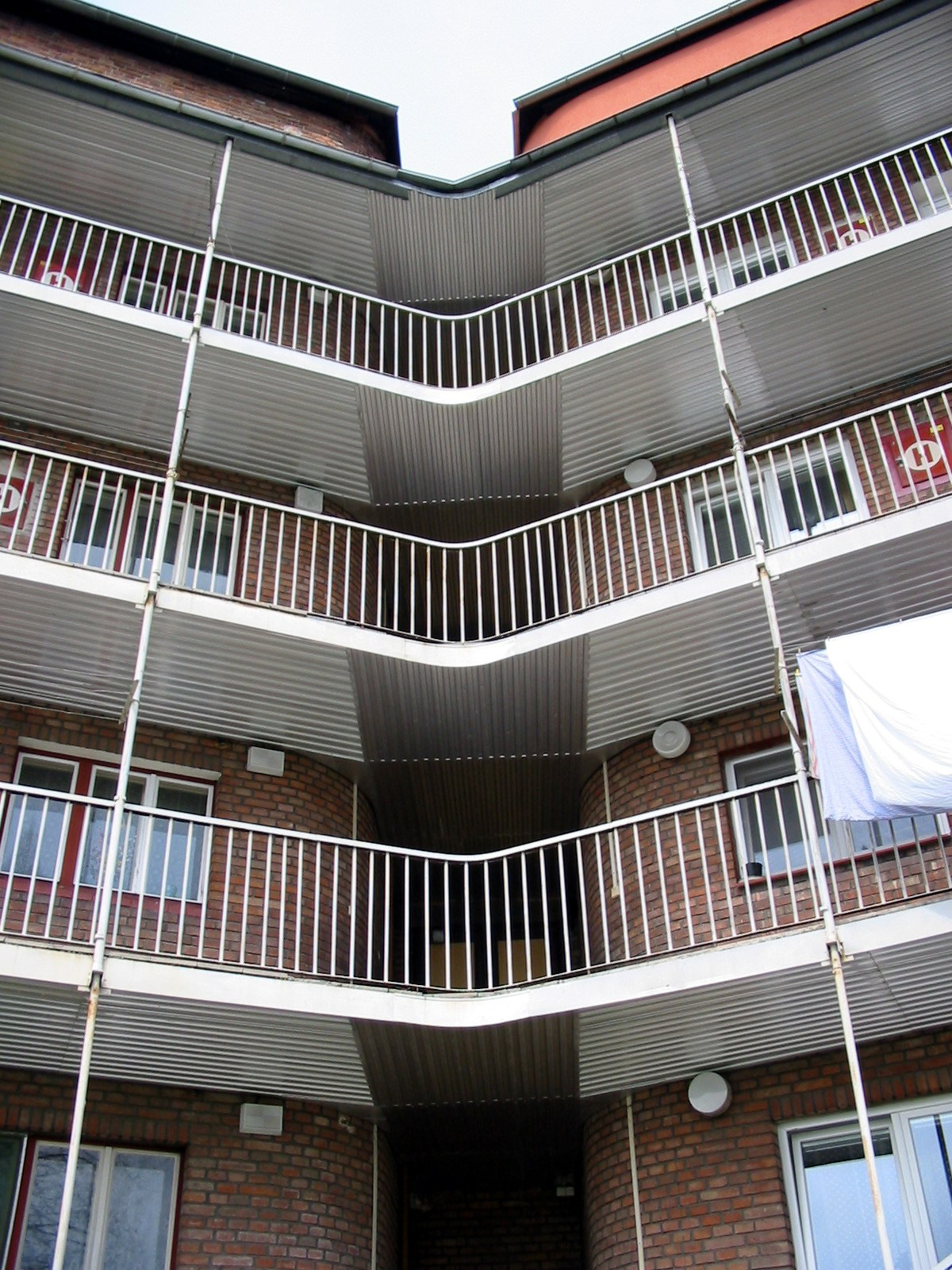
Dům s pečovatelskou službou v České Třebové
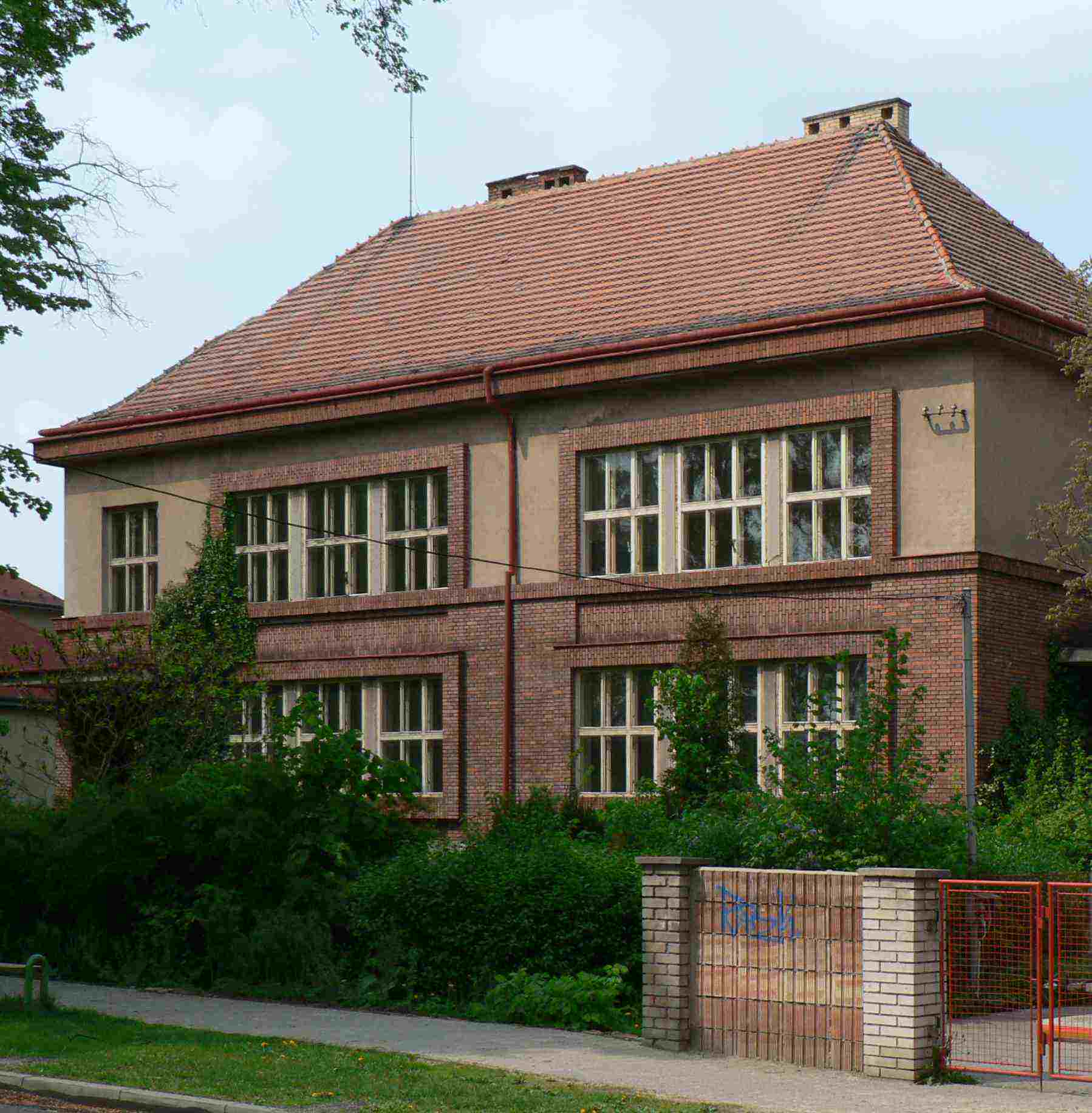
Budova menšinové školy v Moravské Třebové
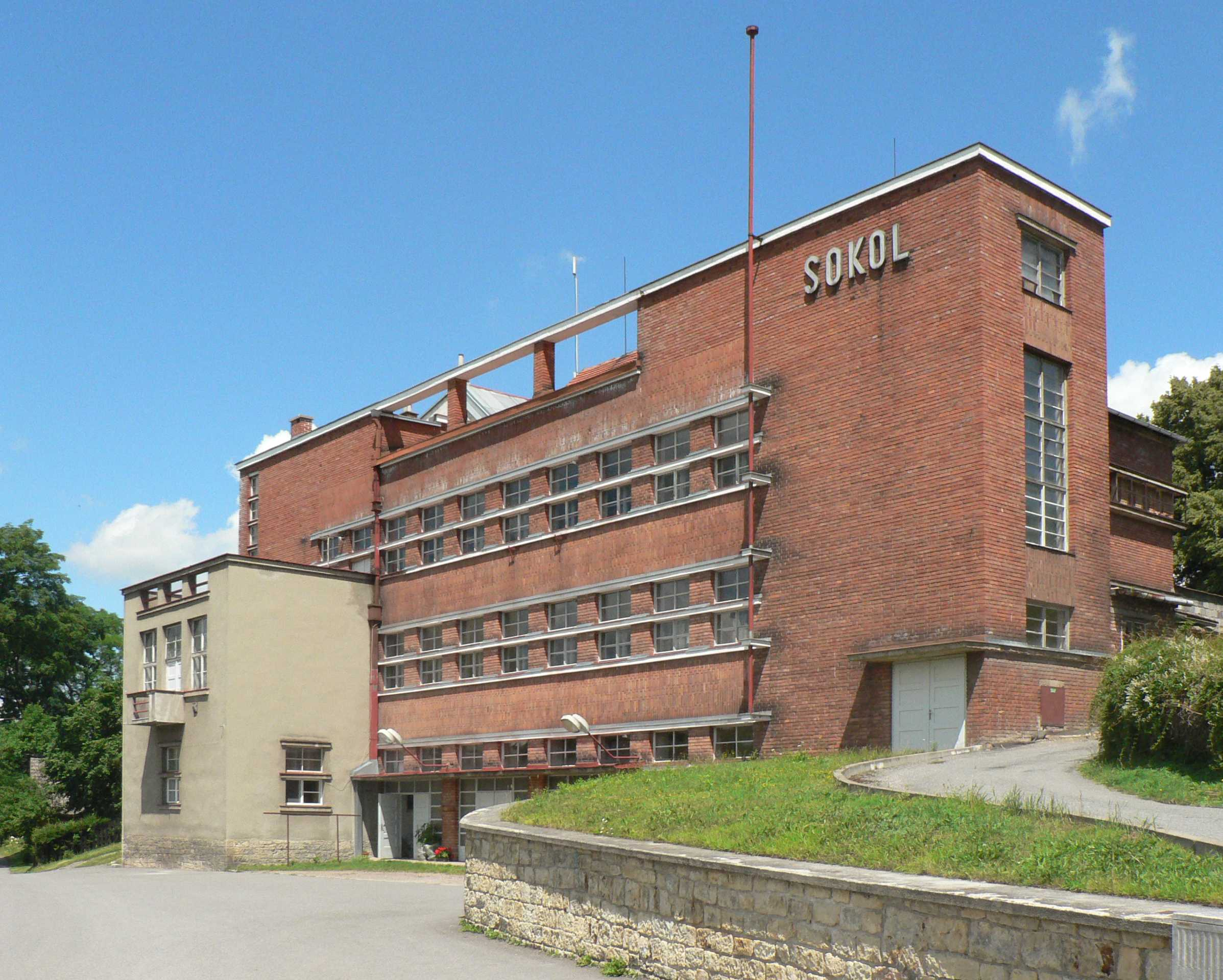
Sokolovna ve Sloupnici

## Výběr z projektů
- památník Janu Kotěrovi (1923)
- velvyslanectví v Bělehradu (soutěž, 1924 s J. Chomutovským)
- bytový dům v Chebu (1926)
- penzion Edith na Špičáku (1927)
- vodovodní objekty pro Čs. státní dráhy v České Třebové (1929)
- regulace České Třebové (soutěž, 1930 s E. Hruškou a J. Sokolem)
- soutěž na domy s malými byty pro Ústřední sociální pojišťovnu na Pankráci (1930 s J. Kinclem)
- zastavění Invalidní louky v Karlíně (1931)
- reálné gymnázium v Kolíně (soutěž, 1934)
- smuteční obřadní síň a kolumbárium v Košicích (1935)